# Ruptura d'allau

Corba IV per a un díode Zener que mostra la corba de ruptura per allau i la corba de ruptura per efecte Zener.

Símbol d'un diode avanlanxa.

La ruptura d'allau (o efecte allau) és un fenomen que es pot produir tant en materials aïllants com en materials semiconductors. És una forma de multiplicació de corrent elèctric que pot permetre corrents molt grans dins de materials que d'altra manera són bons aïllants. És un tipus d'allau d'electrons. El procés d'allau es produeix quan els portadors de la regió de transició són accelerats pel camp elèctric a energies suficients per crear parells d'electrons-forat mòbils o lliures mitjançant col·lisions amb electrons lligats.
Els materials condueixen l'electricitat si contenen portadors de càrrega mòbils. Hi ha dos tipus de portadors de càrrega en un semiconductor: electrons lliures (electrons mòbils) i forats d'electrons (forats mòbils als quals falten electrons dels estats d'electrons ocupats normalment). Un electró lligat normalment (per exemple, en un enllaç) en un díode polaritzat inversament es pot desfer a causa d'una fluctuació o excitació tèrmica, creant un parell electró-forat mòbil. Si hi ha un gradient de tensió (camp elèctric) al semiconductor, l'electró es mourà cap a la tensió positiva mentre que el forat es mourà cap a la tensió negativa. Normalment, l'electró i el forat simplement es mouran als extrems oposats del cristall i entraran als elèctrodes adequats. Quan el camp elèctric és prou fort, l'electró mòbil o el forat es pot accelerar a velocitats prou altes per deixar lliures altres electrons lligats, creant més portadors de càrrega lliures, augmentant el corrent i donant lloc a més processos d' "eliminació" i creant una allau. D'aquesta manera, grans porcions d'un cristall normalment aïllant poden començar a conduir.
La gran caiguda de tensió i possiblement un gran corrent durant la ruptura condueixen necessàriament a la generació de calor. Per tant, un díode col·locat en una aplicació d'alimentació de bloqueig invers normalment es destruirà per ruptura si el circuit extern permet un gran corrent. En principi, la ruptura de l'allau només implica el pas d'electrons i no ha de causar danys al cristall. Els díodes d'allau (comunament trobats com a díodes Zener d'alta tensió) es construeixen per crear l'efecte allau a una tensió uniforme i evitar la concentració de corrent durant la ruptura. Aquests díodes poden mantenir indefinidament un nivell moderat de corrent durant la ruptura.